# جوزيف هايز
جوزيف هايز (بالإنجليزية: Joseph Hayes)‏‏ (2 أغسطس 1918 في إنديانابوليس - 11 سبتمبر 2006 في سانت أوغستين، فلوريدا) كاتب سيناريو، وروائي، وكاتب مسرحي، وكاتب من الولايات المتحدة.

## الجوائز
- جائزة إدغار

## روابط خارجية
- جوزيف هايز على موقع IMDb (الإنجليزية)
- جوزيف هايز على موقع قاعدة بيانات برودواي على الإنترنت (الإنجليزية)
- جوزيف هايز على موقع قاعدة بيانات الفيلم (الإنجليزية)